# Vuelta Ciclista del Uruguay 1953
La 10ª edición de la Vuelta Ciclista del Uruguay se disputó entre el 27 de marzo y el 5 de abril de 1953.
El 1 de abril y 2 de abril se disputaron dos etapas por día, llevándose a cabo una de mañana y otra de tarde totalizando 12 etapas y 1660 km.
El ganador fue Aníbal Donatti vistiendo los colores del Club Atlético Peñarol.

## Etapas
| Etapa      | Fecha       | Recorrido                  | Km  | Ganador de la etapa                             | Líder de la clasificación general               |
| 1.ª etapa  | 27 de marzo | Montevideo-Canelones-Minas | 195 | Juan Bautista Tiscornia (Nacional, Fray Bentos) | Juan Bautista Tiscornia (Nacional, Fray Bentos) |
| 2.ª etapa  | 28 de marzo | Minas-Florida              | 202 | Alberto Fernández (Pérez Castellano)            | Juan Bautista Tiscornia (Nacional, Fray Bentos) |
| 3.ª etapa  | 29 de marzo | Florida-Durazno            | 93  | Francisco Orrego (Nacional)                     | Juan Bautista Tiscornia (Nacional, Fray Bentos) |
| 4.ª etapa  | 30 de marzo | Durazno-Tacuarembó         | 216 | Luis Pedro Serra (San José)                     | Juan Bautista Tiscornia (Nacional, Fray Bentos) |
| 5.ª etapa  | 31 de marzo | Tacuarembó-Rivera          | 122 | Oscar Perdomo (San José)                        | Juan Bautista Tiscornia (Nacional, Fray Bentos) |
| 6.ª etapa  | 1 de abril  | Rivera-Tranqueras          | 57  | Luis Pedro Serra (San José)                     | Juan Bautista Tiscornia (Nacional, Fray Bentos) |
| 7.ª etapa  | 1 de abril  | La charqueada-Artigas      | 83  | Juan Bautista Tiscornia (Nacional, Fray Bentos) | Juan Bautista Tiscornia (Nacional, Fray Bentos) |
| 8.ª etapa  | 2 de abril  | Artigas-Itacumbú           | 113 | Juan Bautista Tiscornia (Nacional, Fray Bentos) | Juan Bautista Tiscornia (Nacional, Fray Bentos) |
| 9.ª etapa  | 2 de abril  | Constitución-Salto         | 41  | Wilson González (San José)                      | Juan Bautista Tiscornia (Nacional, Fray Bentos) |
| 10.ª etapa | 3 de abril  | Salto-Paysandú             | 127 | Juan Silva (Policial)                           | Juan Bautista Tiscornia (Nacional, Fray Bentos) |
| 11.ª etapa | 4 de abril  | Paysandú-Trinidad          | 203 | Aníbal Donatti (Peñarol)                        | Aníbal Donatti (Peñarol)                        |
| 12.ª etapa | 5 de abril  | Trinidad-Montevideo        | 204 | Mario Debenedetti (Peñarol)                     | Aníbal Donatti (Peñarol)                        |

## Clasificación final
| \| 1. \| Aníbal Donatti \| Uruguay \| Peñarol Uruguay \| 49h 00' 46s \| \| 2. \| Juan Bautista Tiscornia \| Uruguay \| Nacional, Fray Bentos Uruguay \| a 4' 40" \| \| 3. \| Mario Debenedetti \| Italia \| Peñarol Uruguay \| a 16' 17" \| \| 4. \| Hugo Machado \| Uruguay \| Nacional Uruguay \| a 33' 02" \| \| 5. \| Francisco Bence \| Uruguay \| Liverpool Uruguay \| a 42' 36" \| \| 6. \| Dante Sudatti \| Uruguay \| Peñarol Uruguay \| a 46' 14" \| \| 7. \| Oscar Perdomo \| Uruguay \| San José Uruguay \| a 51' 20" \| \| 8. \| Francisco Orrego \| Uruguay \| Nacional Uruguay \| a 1h 02'56" \| \| 9. \| Juan Silva \| Uruguay \| Policial Uruguay \| a 1h 04' 05" \| \| 10. \| Luis Chiazzaro \| Uruguay \| Toledo Uruguay \| a 1h 12' 46" \| |                         |         |                               |              |
| 1. | Aníbal Donatti          | Uruguay | Peñarol Uruguay               | 49h 00' 46s  |
| 2. | Juan Bautista Tiscornia | Uruguay | Nacional, Fray Bentos Uruguay | a 4' 40"     |
| 3. | Mario Debenedetti       | Italia  | Peñarol Uruguay               | a 16' 17"    |
| 4. | Hugo Machado            | Uruguay | Nacional Uruguay              | a 33' 02"    |
| 5. | Francisco Bence         | Uruguay | Liverpool Uruguay             | a 42' 36"    |
| 6. | Dante Sudatti           | Uruguay | Peñarol Uruguay               | a 46' 14"    |
| 7. | Oscar Perdomo           | Uruguay | San José Uruguay              | a 51' 20"    |
| 8. | Francisco Orrego        | Uruguay | Nacional Uruguay              | a 1h 02'56"  |
| 9. | Juan Silva              | Uruguay | Policial Uruguay              | a 1h 04' 05" |
| 10. | Luis Chiazzaro          | Uruguay | Toledo Uruguay                | a 1h 12' 46" |